# ヨーハン2世 (リヒテンシュタイン公)
ヨーハン2世（Johann II., 1840年10月5日 - 1929年2月11日）は、リヒテンシュタイン侯（在位：1858年 - 1929年）。アロイス2世とその妻のフランツィスカ・キンスキー伯爵夫人の間の長男である。
1858年、18歳で公位を継承し、その治世は70年3か月に渡った。治世中には幾つもの国家的危機に見舞われたが、統治者的手腕と強運と機転で次々と乗り越えた。国民が貧困に喘ぐのを見かねて自らの資産から無償で生活資金を貸し付けたりするなど、その温かく心優しい人柄により、「善良侯」の愛称で国民から慕われた。
1929年、88歳で世を去った。